# Кунич
45°07′ пн. ш. 15°19′ сх. д. / 45.11° пн. ш. 15.31° сх. д.
Кунич (хорв. Kunić) — населений пункт у Хорватії, у Карловацькій жупанії у складі громади Плашки.

## Населення
Населення за даними перепису 2011 року становило 32 осіб.
Динаміка чисельності населення поселення: